# Vala (demonio)
En el marco de la mitología hindú, Vala es un asura (demonio) en el Rig-veda (el texto más antiguo de la India, de mediados del II milenio a. C.).

## Nombre sánscrito
- vala, en el sistema AITS (alfabeto internacional para la transliteración del sánscrito).
- वल, en escritura devanagari del sánscrito.
- Pronunciación:
  - /valá/ en sánscrito antiguo,[1] o bien
  - /vála/ o /vál/ en varios idiomas modernos de la India.
- Etimología: literalmente ‘recinto, cercado, encierro’.[1]

## Descripción
Tiene forma de caverna o de serpiente, y es hermano del dragón Vritra.
Históricamente, el mito de Vala tiene el mismo origen que el de Vritra.
Vala, Vritra y Varuna (dios del mar) derivan de la misma raíz sánscrita val y var (que proviene del  protoindoeuropeo wel), que significan ‘cubrir’ y ‘cercar’.
Posiblemente sea cognada del término español «velo».
Paralelo con su hermano Vritra —‘el bloqueador’, serpiente de piedra asesinado por el dios Indra para liberar a los ríos védicos que aquel había bloqueado—, Vala es una caverna de piedra, destruida por Indra (embriagado y fortalecido por la droga soma, identificada con el sacerdote Brijaspati (en 4.50 y 10.68) o con Trita (en 1.52), con la ayuda de Anguirasa en 2.11), para liberar a las vacas y a Ushas, escondidas allí por los Panis.

## Indra y Vala
El dios Indra desciende de un dios indoiranio conocido como Vritraján (igual al protoindoeuropeo *wltro-gwhen) que significa ‘asesino del bloqueador’.
El nombre del semidiós griego Triptólemo fue analizado por Janda (1998) como una continuación griega de una variante del epíteto *trigw-t-welumos, un compuesto terpsimbrotos de ‘rompedor de cáscaras’, el griego (w)elumos se referiría a las cáscaras (envolturas) de los cereales, que descendería de la misma raíz *wel.
A partir de este argumento, se puede reconstruir un mito protoindoeuropeo acerca de una roca o una montaña (welos o welumos) dividida por una deidad heroica, que liberó así al amanecer o al Sol. Ese mito se relaciona con el mito de «el sol en la roca», que se especula que se relaciona con la realización de fuego a partir de un pedernal.
Ya en el Rig-veda 2.24, el mito tiene una interpretación mística, con el guerrero Indra sustituido por el sacerdote Brahmanaspati, el señor de la oración, que dividió a Vala mediante la oración (brahman) en lugar de con el rayo.
Vala se menciona 23 veces en el Rig-veda, en los himnos 1.11, 1.52, 1.62, 2.11, 2.12, 2.14, 2.15, 2.24, 3.30, 3.34, 4, 4.50, 6.18, 6.39, 8.14, 8.24, 10.67, 10.68, y 10.138.

## Textos centrales del mito
Los siguientes son los versos más importantes de los Vedas que presentan este mito (según la traducción de Griffith):
2.12.3
Aquel que mató al dragón, liberó a los Siete Ríos, y extrajo a las vacas de la cueva de Vala,
engendró fuego entre dos piedras, el arruinador en la batalla de los guerreros. Él, hombres, es Indra.
2.15.8
Aclamado por Anguirasas, mató a Vala, y rompió los baluartes de la montaña.
Él destruyó sus defensas hábilmente construidas. Esas cosas hizo Indra en un rapto de soma.

8.14.7
En el éxtasis del soma, Indra difundió el firmamento y los reinos de la luz, cuando bifurcó a Vala de miembro a miembro.
10.68.6
[El sacerdote] Brijas Pati, cuando fieros relámpagos de fuego a través del arma de maldecir a Vala,
Lo consumió a él como la lengua come lo que los dientes han rodeado: abrió las cárceles de las vacas rojas.
1.11.5
Tú destruiste la cueva de Vala en la montaña, llena de vacas.
A ti los dioses vinieron rápidamente y sin miedo entraron.
1.62.4
Con notas medias, con fuertes gritos, y con rugidos, sin hablar, los Siete Sabios, tú celestial, has escindido la montaña.
Velozmente, con Dasagvas, Indra, Shakra, con truenos has destruido al obstructivo Vala.